# Куртана

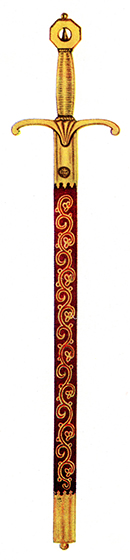
Куртана

Куртана (англ. Curtana), також відомий як Меч Милосердя, — церемоніальний меч, який використовується під час коронації британських королів та королев. Один із Царських Вінців Об'єднаного Королівства. Його кінець прямокутний і має квадратну форму, що символізує милосердя. Його пов'язують з легендарним мечем Тристана і Ож'є Данця.